# 1997 في سوريا
فيما يلي قوائم الأحداث التي وقعت خلال عام 1997 في سوريا.

## أفلام
من الأفلام التي صدرت هذه السنة في سوريا:
- 1 يناير – وهناك أشياء كثيرة كان يمكن أن يتحدث عنها المرء من إخراج عمر أميرلاي.

## مواليد

### أكتوبر
- 24 أكتوبر – مقتل حمزة الخطيب

## وفيات

### يناير
- 1 يناير – جبرائيل سعادة (مواليد 1922) مفكر سوري.

### فبراير
- 16 فبراير – عبد الفتاح أبو غدة (مواليد 1917) التحقيقات العزيزية.

### مايو
- 15 مايو – سعد الله ونوس (مواليد 1941) كاتب مسرحي سوري.